# Piłem w Spale... I co dalej?
Piłem w Spale... I co dalej? – album koncertowy Artura Andrusa, wydany 13 kwietnia 2013 roku nakładem wytwórni Mystic Production.
Album dotarł do 5. miejsca polskiej listy przebojów – OLiS.

## Lista utworów
Źródło.
| 1. Zapowiedź 2. Piosenka o podrywie na misia 3. Zapowiedź 4. Zabierzcie mi gitarę 5. Zapowiedź 6. Gość - Andrzej Poniedzielski 7. Zapowiedź 8. Jeśli chcecie gdzieś przenosić, to w Bieszczady 9. Zapowiedź 10. Pszczółki 11. Zapowiedź 12. Pszczółki - c.d. 13. Zapowiedź 14. Gość - Hanna Śleszyńska - Wiersz o tym, że problemy dzieci należy traktować poważnie 15. Zapowiedź 16. Hanna Śleszyńska - Eskimosek 17. Zapowiedź |  | 1. Wiązanka przebojów Boney M 2. Zapowiedź 3. Warszawska ballada podwórzowa 4. Zapowiedź 5. Goście - Grupa MoCarta - GrupoMoCarciątka - Nie śmiejcie się z taty 6. Zapowiedź 7. Goście - Maria Czubaszek i Andrzej Poniedzielski 8. Zapowiedź 9. Duś, duś gołąbki 10. Zapowiedź 11. Goście - Chór Kameralny Collegium Musicum UW - Dam ci ptaszka 12. Zapowiedź 13. Matka piłkarza 14. Zapowiedź 15. Piłem w Spale, spałem w Pile 16. Zapowiedź 17. Beczka piwa |